# Adelphophylus balcanicus
Adelphophylus balcanicus је врста стенице из рода Adelphophylus, фамилије Miridae. Род је ендемичан на подручју Балкана а врсте овог рода имају уско распрострањење, живе на подручју свега неколико земаља Балканског полуострва.

## Распрострањење
Врста живи на подручју Македоније, Албаније, Бугарске и Србије. У Србији је забележена само на подручју око Власинског језера и на Бесној кобили.

## Опис
Adelphophylus balcanicus је лако препознатљива врста. Тело је тамно браон до црне боје, а ноге и антене су беле боје - за разлику од врсте Adelphophylus serbicus код које су ноге црне боје и то је једина врста рода Adelphophylus која се среће у Србији  поред A. balcanicus. Покрилца често не досежу до краја абдомена.

## Биологија
Одрасле јединке се срећу у касно лето, најчешће од јула до септембра. Храни се на различитим врстама дивизме (лат. Verbascum) и среће се готово искључиво на њој.

## Статус заштите
Adelphophylus balcanicus је заштићена врста на подручју Србије - налази се на Прилогу II Правилника о проглашењу и заштити строго заштићених и заштићених дивљих врста биљака, животиња и гљива.